# Paul Martin (lekkoatleta)
Paul-René Martin  (ur. 11 sierpnia 1901 w Genewie, zm. 28 kwietnia 1987 w Lozannie) – szwajcarski lekkoatleta (średniodystansowiec), wicemistrz olimpijski z 1924.
Startował jako sportowiec w pięciu igrzyskach olimpijskich, przy czym w piątych wziął również udział w konkursie sztuki. Na igrzyskach olimpijskich w 1920 w Antwerpii odpadł w eliminacjach biegu na 800 metrów.
Zdobył srebrny medal na tym dystansie na igrzyskach olimpijskich w 1924 w Paryżu, za Brytyjczykiem Douglasem Lowe, a przed Amerykaninem Schuylerem Enckiem. Na kolejnych igrzyskach nie odnosił już takich sukcesów. Na igrzyskach olimpijskich w 1928 w Amsterdamie zajął 6. miejsce w biegu na 1500 metrów, a w biegu na 800 metrów odpadł w półfinale. Na igrzyskach olimpijskich w 1932 w Los Angeles i na igrzyskach olimpijskich w 1936 w Berlinie odpadł w przedbiegach zarówno na 800 metrów, jak i na 1500 metrów. W Berlinie wziął również udział w konkursie sztuki, przedstawiając pracę literacką La lumière de la stade, ale nie został sklasyfikowany.
Wystąpił na mistrzostwach Europy w 1934 w Turynie, gdzie zajął 9. miejsce w biegu na 1500 metrów.
Zwyciężył w biegu na 800 metrów na Akademickich Mistrzostwach Świata w 1923, 1927 i 1928, a w biegu na 1500 metrów zdobył srebrny medal w 1927.
Wielokrotnie poprawiał rekord Szwajcarii w biegu na 800 metrów do wyniku 1:51,8 (9 września 1928 w Colombes), a także dwukrotnie w biegu na 1500 metrów do wyniku 4:04,5 (11 sierpnia 1923 w Bernie).